# Endiandra sebertii
Endiandra sebertii är en lagerväxtart som beskrevs av André Guillaumin. Endiandra sebertii ingår i släktet Endiandra och familjen lagerväxter. Inga underarter finns listade i Catalogue of Life.